# Cultura di Ahrensburg

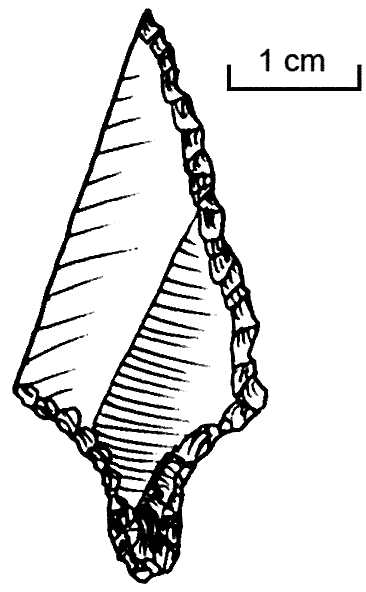
Una punta di freccia da Ahrensburg

La cultura di Ahrensburg (ca. 11200– ca. 9500 a.C., collocabile nel Paleolitico superiore) prende il suo nome dal villaggio di Ahrensburg, che si trova 25 chilometri a nord-est di Amburgo nello stato tedesco dello Schleswig-Holstein da cui provengono oggetti come punte di frecce in pietra.

## Descrizione

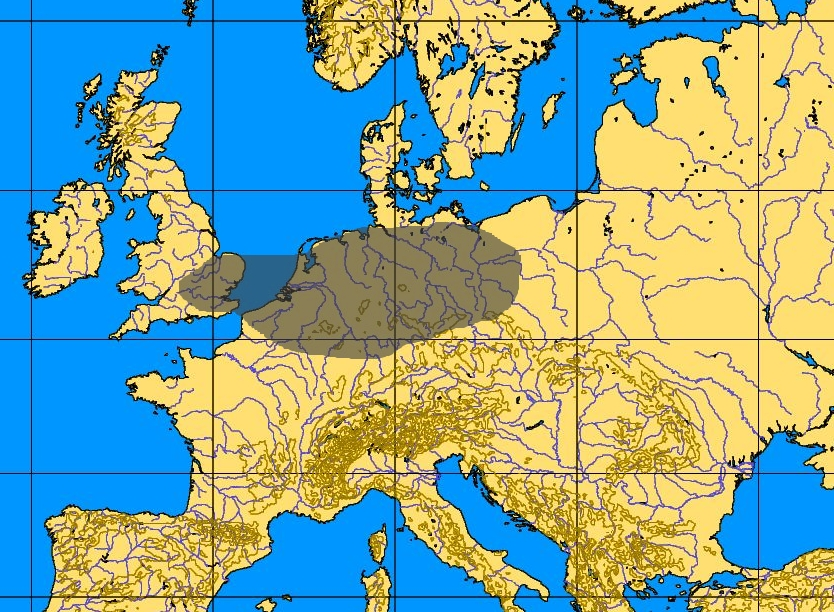
Estensione geografica

Gli archeologi hanno trovato tre principali insediamenti: 
- Meiendorf (ca. 10000– ca. 9700 a.C.), con rinvenimenti dalla cosiddetta cultura di Amburgo.
- Stellmoor con uno strato inferiore dalla cultura di Amburgo e uno superiore dalla cultura di Ahrensburg.
- Borneck che appartiene alla cultura di Ahrensburg.

Questi insediamenti sono in prossimità del bordo del ghiaccio. Stellmoor era un insediamento stagionale, abitato soprattutto in ottobre e vi sono state trovate centinaia di ossa di renna che venivano cacciate con archi e frecce. In questi insediamenti sono stati trovati circoli di pietre che servivano probabilmente come fondamenta per i teepee.
La relazione tra la cultura di Ahrensburg e quella di Amburgo è incerta. L'insediamento a Jels, in Sønderjylland, appartiene probabilmente alla cultura di Amburgo. Un'altra cultura di cacciatori di renne, quella di Bromme, è nota da diversi insediamenti in Danimarca e da quello a Segebro, nei pressi di Malmö, che è il più antico insediamento conosciuto in Svezia.
La cultura di Bromme appartiene alla più calda Età di Alleröd (ca. 9700-9000 a.C.). La cultura di Bromme e quella di Ahrensburg sono così simili tra di loro da essere spesso etichettate come un'unica cultura detta cultura di Lyngby.
Ricerche genetiche suggeriscono che questa cultura era connessa al gene Hg R1a1 che si sarebbe diffuso dalle valli del Dniepr e del Don e il rifugio ucraino LGM tra i 13000 e i 7600 anni fa, confermando quindi l'ipotesi che i cacciatori di renne iniziarono a espandersi dalla valle del Dniepr in Ucraina e dall'Europa centrale per raggiungere la Scandinavia 12000 anni fa.

## Storia della Germania
| Cultura Precedente: Amburgo 13500 a.C. c.a. 11200 a.C. c.a. | Cultura corrente: Ahrensburg 11200 a.C. c.a. 9500 a.C. c.a. | Cultura seguente: Bromme 9500 a.C. c.a. 9000 a.C. c.a. |